# نرجس (ممثلة باكستانية)
نرجس (بالأردوية: نرگس؛ بالإنجليزية: Nargis) هي راقصة وممثلة باكستانية، ولدت في 12 أغسطس 1974 في لاهور في باكستان.

## وصلات خارجية
- نرجس على موقع IMDb (الإنجليزية)